# 喬山健康科技
喬山健康科技股份有限公司（英語：Johnson Health Tech，臺證所：1736）是一家臺灣的健康器材公司，由羅崑泉及其夫人何月欣於1975年在臺中縣大雅鄉（今臺中市大雅區）成立。
喬山創業初期，創辦人羅崑泉連續六個月每天寄出二十封信，信中不斷重複「I can do anything（我什麼都能做）」這句話，最終獲得一封200美元的啞鈴訂單回函，三年後成為全球最大供應商，同時跨足健身車製造領域。1996年喬山創立自有品牌“Vision”進軍國際健康醫學科技產業；於2003年在台灣證券交易所股票上市；2023年合併營收超過12億美元，躍居全球健身器材第三大品牌；目前於全球四十餘國設有行銷子公司，在臺灣、越南、中國、美國擁有生產基地。

## 大事記
- 1975年，成立喬山公司
- 1976年，與美商「IVANKO」公司合作生產舉重器材
- 1980-95年，世界級健身器材公司UNIVERSAL,TUNTURI,SCHWINN,TRUE,OMRON與MIZUNO皆由喬山研發與生產
- 1996年，通過ISO 9001認證；創立自有品牌「Vision」進軍國際健康醫學科技產業
- 1999年，在美國創立第二個自有品牌“Horizon”
- 2001年，於中國上海成立生產基地；在美國創立第三個自有品牌「MATRIX」；設立台灣自有專賣店「CAVA」，後改名為「JOHNSON」
- 2003年，喬山股票上市（臺證所：1736）；在美國成立北美研發中心「JHT NARD」
- 2012年，併購北美「Magnum」公司作為第四座生產基地；營收成為全球第三大健身器材集團
- 2013年，於越南及波蘭設立行銷子公司

## 獲獎紀錄
IDEA(International Design Excellence Awards)，美國工業設計大賞
- 2009年，MATRIX T7xe
- 2010年，MATRIX G7

Best Buy Award，美國Best Buy最優秀產品獎
- 1995年-2013年，Vision共獲得50個獎項

Good Design，日本設計大賞
- 2003年，MATRIX G3

台灣精品金銀質獎
- 2006年銀質獎：Matrix H5x
- 2007年金質獎：Horizon Evolve / 銀質獎：Matrix A5x
- 2008年銀質獎：Vision S7200HRT
- 2009年銀質獎：Matrix T7xe；Matrix FT300
- 2011年銀質獎：Matrix G7

台灣國際品牌(International Brand)
- 2007年-2013年，連續七年獲選台灣二十大國際品牌，品牌價值1.39億美元(2013)

富比士雜誌(Forbes Asia)
- 2006年，最佳亞洲百萬企業獎，是亞洲首度且唯一上榜之健身器材企業

## 旗下品牌
- Johnson
- Vision
- Horizon
- Matrix
- Fujiiryoki 富士醫療器
- BowFlex
- Schwinn

## 外部連結
- 喬山健康科技官方網站（页面存档备份，存于）
- Johnson Health Tech. Official Website（页面存档备份，存于）